# Alexandru III Cornea
Pour les articles homonymes, voir Alexandru.
Alexandru III Cornea, exécuté le 9 février 1541, est prince de Moldavie de 1540 à 1541.

## Origine
L'origine Alexandru III Cornea est incertaine : il serait le fils du prétendant Ilie, exécuté en 1501, et dans ce cas un petit-fils du prince Petru Aron. Toutefois la diplomatie polonaise affectait de le considérer comme le prince « Alexie », un fils de Bogdan III l'Aveugle et un petit-fils d'Étienne le Grand.

## Règne
Il est élu prince de Moldavie sous le nom d'Alexandru III par les boyards après le meurtre de Ștefan V Lăcusta à Suceava le 20 décembre 1540, avec le support du roi de Pologne et de Ferdinand roi de Hongrie. Le nouveau prince reprend immédiatement aux ottomans les places fortes de Chilia, Cetatea Alba et Tighina.
Au début de l'année 1541 il signe un traité avec le royaume de Pologne et un autre avec Ferdinand roi de Hongrie, et il accepte de se reconnaitre le vassal de ce dernier. Il envoie même une ambassade à Charles Quint, avec une proposition d'alliance militaire contre les turcs.
Cette activisme inquiète la Sublime Porte qui accorde un firman de nomination à l'ancien prince Pierre IV Rareș, qu'elle juge seul capable de maintenir sa suzeraineté sur la Moldavie, et met à sa disposition une force armée avec laquelle il quitte Constantinople le 28 janvier 1541.
Pierre IV Rareș écrase à Galați la petite armée d'Alexandru III Cornea, qui n'avait reçu aucun appui de ses alliés occidentaux. Le prince, trahi par ses boyards, est livré à son ennemi et, après un simulacre de procès, est décapité le 9 février 1541 sur ordre de Pierre IV Rareș, qui reprend le trône.

## Sources
- Grigore Ureche, Chronique de Moldavie. Depuis le milieu du XIVe siècle jusqu'à l'an 1594, traduite et annotée par Émile Picot, Ernest Leroux éditeur, Paris, 1878 ; Réédition Kessinger Legacy Reprints  (ISBN 9781167728846) p. 331-335.
- (ro) Constantin C.Giurescu & Dinu C.Giurescu, Istoria Romanilor Volume II (1352-1606), p. 280-281, Editura Stiintifica si Enciclopedica, Bucuresti (1976).